# 美国陆军第10山地师
美国陆军第10山地师（英語：U.S.Army 10th Mountain Division）是美国陆军唯一的山地师，隶属于第18空降军，驻扎在纽约州德拉姆堡。这是一支以轻型步兵为主体、包括有空中突击力量的诸兵种合成部队。全师所有建制装备均可通过空运快速部署，是执行应急作战任务的快速反应部队。

## 歷史
雖然美國陸軍第10師早在第一次世界大戰時已經出現，並於一戰後駐防於巴拿馬運河，但此第10師與活躍在第二次世界大戰至現在的第10山地師除了番號接近外，並沒有任何關係。

### 组建
1939年11月，冬季战争期间，乘着雪橇的芬军士兵摧毁了苏军两个装甲师，从而干扰了苏军的进攻。这场战役过后，全世界的目光都投向了这些懂得化恶劣地形为己方优势，令苏军尴尬的士兵。在看到雪地部队的威力后，国家滑雪委员会的主席，查尔斯·迈诺特·多尔，开始劝说美国战争部组建一支相似的部队，并训练他们在山地和严寒条件下作战。1940年9月，多尔向乔治·卡特莱特·马歇尔将军介绍了他的想法。后者同意了多尔的建议，决定组建一个在恶劣条件下作战的“山地”单位。陆军方面也认可他们的计划。因为一方面，陆军认为现有部队无法较好地在东北海岸应对冬天来临的进攻，另一方面，他们已经得知德军已经组建了三个山地师。组建这支部队需要给美军来一次彻底的变革。起初，他们计划组建10个山地师，后来由于人员短缺，山地师的数量就被削减到了三个，最后，第10山地师就成了计划中唯一一个处于服役状态的山地师了。1941年秋季前，美军将领一直在为师级山地部队的可行性而担忧。不过在1941年秋季，希腊山地部队在阿尔巴尼亚阻碍了具有兵力优势的意大利军队的攻击，由于缺乏山地作战经验，意大利军队损失超过25000人。军方因此意识到山地部队的重要性。1941年10月22日，马歇尔决定组建第一个山地营，充当未来山地师的一部分。滑雪协会也参与了训练。
1941年美国陆军第一支山地部队，第87山地步兵营（随后被扩充为第87步兵团）正式成立，驻地为路易斯堡。由于军方急需滑雪经验丰富人士为士兵训练，所以多尔从学校，俱乐部等地为军方招募人才。奥运会选手罗尔夫·蒙森指导了最初的训练。科多拉多州中部的赫尔营军事基地即是为此师而建。

### 二战
1943年7月10日，第10轻装师（阿尔卑斯）在赫尔营军事基地建立，五天后成为现役部队，师长为劳埃德·E·琼斯准将。此时，该师共有8500人（满编16000人）。为此，军方从第30，31和33步兵师抽调兵员填充到第10师。 由于陆军没有对应的学说，第10师接下来的训练遇到了很多困难。补充兵员一事也降低了部队士气。第10轻装师下辖第85、86、87步兵团，第604、605、616野战砲兵营（均为75mm榴弹砲营），第110通讯连，第710军械连，第0军需连，第10侦察排，第126工兵营，第10医疗营和第10反情报分遣队。第10轻装师也是美国陆军中唯一一个装备3个野战砲兵营的步兵师，普通步兵师建制内包括4个砲兵营。该师也装备了一些适合雪地作战的载具（比如M29）和部分冬季作战所用的工具（比如特质滑雪板）。为了给以后再意大利北部山地的作战做准备，该师曾在西弗吉尼亚州进行攀岩训练。1944年6月22日，该师乘船前往斯威夫特营地，准备参加路易斯安那州的演习，不过演习随后被取消。 1944年11月6日，第10师被重新命名为第10山地师。第10山地师臂章也在同月确定下来。

## 作戰歷史
- 第二次世界大战
- 越南战争
- 海湾战争
- 索馬里內戰
- 阿富汗战争
- 伊拉克战争

## 編制
- 第10山地師師部及師部營
- 第1步兵旅級戰鬥隊「勇士」
  - 旅部以及旅部連（HHC,HQ&HQ company）
  - 第71騎兵團 第3中隊（RSTA）
  - 第22步兵團 第2營
  - 第32步兵團 第1營
  - 第87步兵團 第1營
  - 第6野戰砲兵團 第3營
  - 第7旅工兵營
  - 第10旅支援營
- 第2步兵旅級戰鬥隊「突擊隊」
  - 旅部以及旅部連
  - 第89騎兵團 第1營（RSTA）
  - 第14步兵團 第2營
  - 第31步兵團 第4營
  - 第87步兵團 第2營
  - 第15野戰砲兵團 第2營
  - 第41旅工兵營
  - 第210旅支援營
- 第3步兵旅級戰鬥隊「爱国者」
  - 旅部以及旅部連
  - 第89騎兵團 第3營（RSTA）
  - 第2步兵團 第2營
  - 第2步兵團 第4營
  - 第30步兵團 第2營
  - 第25野戰砲兵團 第5營
  - 第317旅工兵營
  - 第710旅支援營

## 装备
全师主要装备为：AH-64武装直升机24架、AH-1武装直升机8架、UH-60A通用直升机36架、OH-58D侦察直升机31架、EH-60电子战直升机3架，BGM-71拖式反坦克导弹发射装置162部、105毫米轻型牵引榴弹砲54门、155毫米轻型牵引榴弹砲8门、81毫米迫击砲36门、60毫米迫击砲54门、“复仇者”防空导弹系统36部、“毒刺”防空导弹发射装置40部、40毫米枪榴弹发射器831具、7.62毫米机枪918挺、12.7毫米重机枪47挺、5.56毫米M16A1自动步枪9818支、各种无线电台2449部、各种夜视器材1200余件、各种车辆2360部。

## 备注
1. ↑  该师建制内的3个砲兵营规定的装备也和普通步兵师差距较大，该师的师属野战砲兵营装备M1A1式75毫米轻型榴弹砲，共36门；而标准的步兵师师属野战砲兵则装备3个营的105毫米榴弹砲和1个营的155毫米榴弹砲，共36门105与12门155毫米榴弹砲。[20]

## 外部連結
- 10th Mountain Division Official Homepage （页面存档备份，存于）
- Globalsecurity.org: 10th Mountain Division （页面存档备份，存于）
- 10th Mountain Division Association, Inc. （页面存档备份，存于）